# Valerie och Ron Taylor
Valerie, född 9 november 1935 i Sydney, och Ron Taylor, född 8 mars 1934, död 9 september 2012, var två framstående australiska hajfilmare och experter på livet i havet. Deras expertis har kommit till användning i flera stora filmprojekt, bland annat Hajen, Orca och Sky Pirates. 

## Historik
Ron Taylor började med dykning, spjutfiske och undervattensfotografering 1952. Valerie Taylor började med dykningen några år senare, 1956, och med spjutfiske 1960. 

## Filmografi
- Shark Hunters (1962)
- Blue Water, White Death (1971)
- Taylor's Inner Space, en serie om 13 filmer som gjordes 1972-1973.